# Ripartites
Ripartites — рід грибів родини Tricholomataceae. Назва вперше опублікована 1879 року.

## Галерея

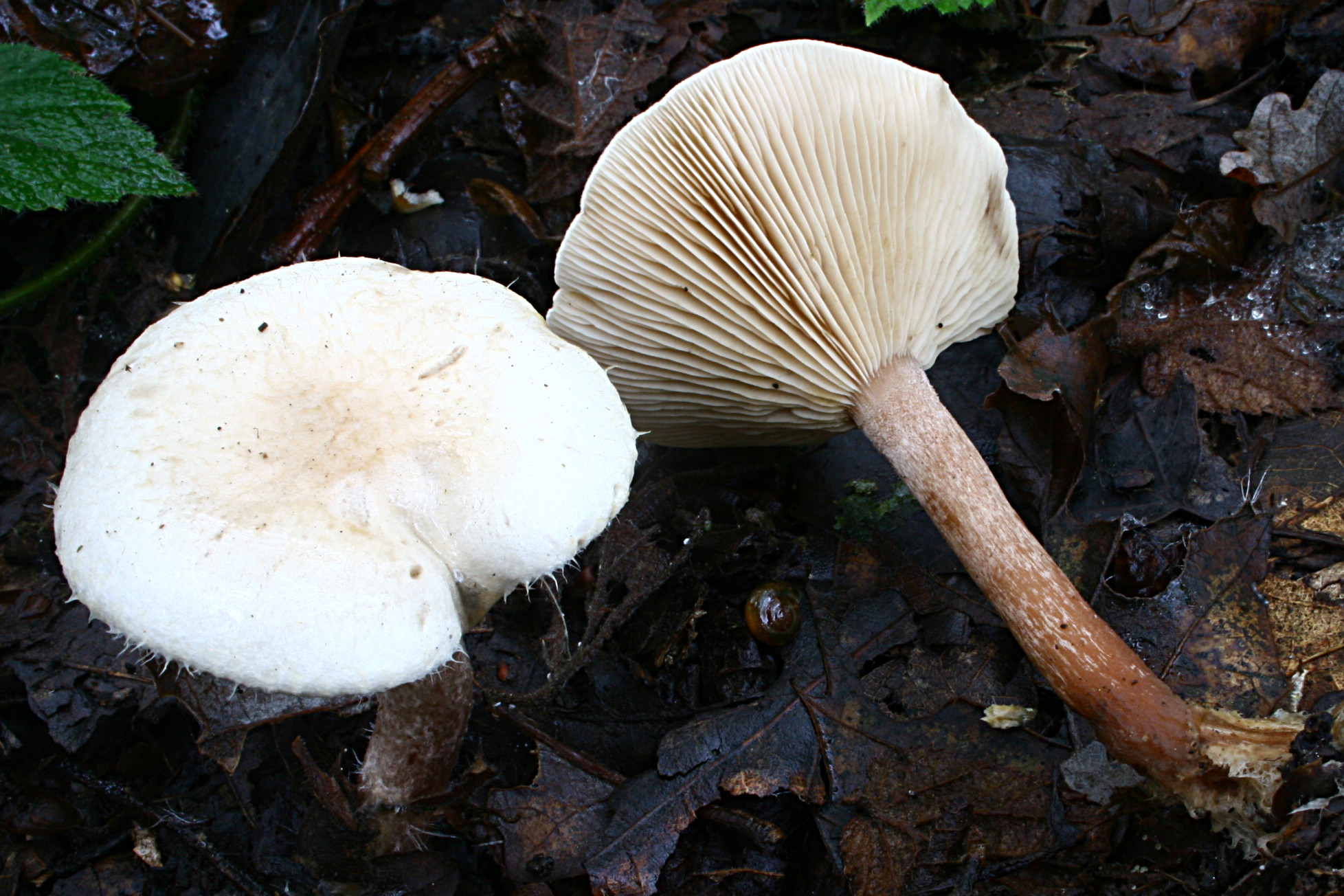
Ripartites tricholoma